# Эреб
Эре́б (др.-греч. Ἔρεβος, «мрак, тьма»; → лат. Erebus) — в древнегреческой мифологии олицетворение вечного мрака, порождение Хаоса и брат Ночи (Нюкты).

## Упоминания
Упомянут в «Илиаде» (IX 572) и «Одиссее» (X 527) Гомера, в «Космогонии» Алкмана, «Теогонии» Гесиода (123—125), в «Эдипе в Колоне» Софокла (1390-1395). 

## Этимология
«Ἔρεβος» как термин, обозначающий подземное царство мрака, упоминается у Платона в «Тимее». Присутствующее в Палатинской Антологии слово ἔρεβος переводится как «мрак» или «тьма». Аттический вариант написания — Ἐρέβους, ионический — Ἐρέβευς, эпический —  Ἐρέβεσφιν.
Слово ἔρεβος, в свою очередь, скорее всего произошло из праиндоевропейского языка (корень er (er-t-, er-u̯-) — «земля», либо er- (erǝ-) — «рыхлый, проваливающийся, разделять», либо er- (or-, r-) — в значении «приводить в движение, возбуждать, взволновать, нарастать», ē̆reb(h)-, ō̆rob(h)- — «тёмный (возможно тёмно-красный) цвет)». От приведённых корней, например, греческие ἔρᾱ — «земля», ἐρη̃μος — пустой, ἔρνος — широкий поток, ὀρφνός — тёмный, мрачный.

## Происхождение и функции

### Рождение
Согласно Гесиоду, Эреб родился из Хаоса, так же как и его сестра Нюкта (Ночь).
В изложении Гигина, Эреб родился от Хаоса и Мглы.

### Потомство
По Гесиоду, от союза Эреба и Нюкты произошли Гемера (День) и Эфир (Воздух).
Согласно Гигину, от Нюкты и Эреба родились Морос (Погибель), Герас (Старость), Танатос (Смерть), Гипнос (Сон), Онир (Сновидения), Эрот (Любовь), Порфирион, Эрида (Раздор), Немезида (Возмездие), Азид (Бедствие), Стикс, три Мойры (Клото, Лахесис, Атропос), Геспериды (Эгла, Гесперия, Эрика), а также Кончина, Воздержанность, Дружба, Милосердие, Разнузданность, Эпифрон, Евфросина (Благоразумие).
По другим авторам, от него Нюкта также родила Керу (олицетворение насильственной смерти; иногда под именем Кер выступает несколько богинь) и Мома (бога злословия). Джованни Боккаччо в «Генеалогии языческих богов» относит к детям Эреба и Нюкты также Харона, перевозчика умерших в подземное царство бога Аида, однако в античных источниках происхождение Харона не описано.

### Функции
Согласно Платону, Эреб — это подземное царство мрака, через которое тени умерших попадают в царство Аида.

Те, жизнь которых прошла в злодеяниях, уводятся Эриниями через Тартар в Эреб и Хаос.
Оригинальный текст (др.-греч.)ὄσοις τὁ ζὴν διἁ κακουργημάτον ἠλάθη, ἄγονται πρὁς Ἐρινύων ἐπ᾽ Ἔρεβος και Χάος διὰ Τάρταρον.
— Платон. Восьмая тетралогия: Тимей